# クリスティアン・フェヒティンク
クリスティアン・フェヒティンク（Christian Vöchting, 1928年2月1日 - 1967年11月3日）は、スイスの指揮者。

## 経歴
1928年バーゼルに生まれる。バーゼル音楽院に進学し、ヴァレリー・ケギとハンス・フォークトにピアノ、グスタフ・ギュルデンシュタインとヴァルター・ミュラー・フォン・クルムに音楽理論、ハンス・ミュンヒに指揮法を学んだ。
1948年から1952年までフライブルク市立劇場の指揮者陣に加わり、1952年から1957年までビール＝ゾロトゥルン劇場の首席指揮者を務めた。1957年から1959年までヴッパータール歌劇場の楽長、1959年から1962年までベルリン市立歌劇場の指揮者を経て1962年から没するまでチューリヒ歌劇場の音楽監督の任に当たった。1962年にはルドルフ・ケルターボルンのオペラ《テーベの救済》の初演を手掛けている。
1967年にチューリヒにて没。

## 家族・親族
父：フランク・マルタンは作曲家。